# دهستان دشت تایباد
دشت تایباد، دهستانی است از توابع بخش میان‌ولایت شهرستان تایباد در استان خراسان رضوی.
این دهستان بر اساس سرشماری سال ۱۳۸۵ جمعیت آن (۲٬۳۶۱ خانوار) ۱۱٬۳۱۵ نفر 
است.